# Claudio Lozano Guerra-Librero
Claudio Lozano Guerra-Librero (Huelva, 17 de febrero de 1975) es un historiador, arqueólogo y profesor de la Universidad de Huelva. Fue uno de los primeros en explorar científicamente un navío de la Batalla de Trafalgar y publicar sus resultados internacionalmente. Fue becado por el FAMSI y la National Geographic Society.

## Formación
Estudió Historia y Arqueología en la Universidad de Huelva y en la Universidad Internacional de Andalucía (UNIA) y se formó como buzo profesional en el Centro Técnico de Buceo en Barcelona para llegar a practicar la Arqueología subacuática.
Entre 1994 y 1998 concluyó sus estudios de historia y su formación específica como buceador profesional con diferentes especialidades técnicas. Paralelamente a su formación académica y profesional participó como ayudante en diferentes intervenciones arqueológicas tanto en España, (Huelva, Menorca) como en proyectos de índole internacional (Chipre, Grecia). 
- Licenciado en Historia. Universidad de Huelva, 1994-1999.
- Obtención de la Suficiencia Investigadora por la Universidad de Huelva (Diploma de estudios avanzados) (D.E.A)
- Curso de capacitación Pedagógica (C.A.P) 2002
- Máster en Conservación del patrimonio. Universidad Internacional de Andalucía. 2003
- Certificación oficial del Ministerio de Cultura como profesor de español como lengua extranjera. 2007.
- Investigador de la Universidad de Huelva. RNM-03093 “Evaluación del impacto de la presa de la Alqueva sobre la sedimentación del estuario del río Guadiana y la costa de Huelva”
- Tesis doctoral : “Aplicación de técnicas sonográficas al estudio del patrimonio sumergido”.

## Carrera
Sus trabajos científicos desarrollados durante el 2001 en el Bermuda Maritime Museum de Bermuda lo llevan a ser conocido internacionalmente. En este tiempo estuvo bajo la tutela de los doctores Edward Cecil Harris y Clifford Smith colaborando en numerosas intervenciones que aún vienen siendo desarrolladas por el museo marítimo. 
Al concluir con sus estudios para doctorarse, colaboró como Arqueólogo de campo con el doctor Francisco Estrada-Belli de la Universidad de Vanderbilt, (Tennessee) en el proyecto Holmul, excavando un importante yacimiento de la civilización Maya.
Entre el año 2000 y 2006 fue técnico, director y coordinador en diferentes actividades de investigación científicas como:
- Supervisión del dragado de los pantalanes 10 y 12 de la Ria de Huelva. (director)
- Primera fase del dragado del Canal del padre santo y zonas de transición reviro en la Ria de Huelva. (director)
- Excavación Arqueológica de urgencia en la C\Arquitecto Pérez Carasa 1 (técnico)
- Excavación arqueológica de urgencia en C\Cardenal Cisneros (director)
- Prospección Arqueológica en carretera A-497 Tramo de Punta Umbría (técnico)
- Control arqueológico de la red de saneamiento de la ciudad de Huelva (Anillo de saneamiento) (técnico)
- Prospección Subacuática en “Mata del difunto” (director)
- Supervisión del dragado de las instalaciones de la central térmica “Colón” (director)
- Estudio de la interacción dinámico-sedimentaria continente-océano en la franja costera del Golfo de Cádiz. Modelos de dispersión (sectores Cádiz y Huelva). (técnico)
- Prospección Arqueofísica de la Bahía de Málaga (coordinador)

Ha participado también como técnico en la excavación en el Palacio de Alassa Paliotaberna en Alassa. Chipre y en la excavación de urgencia en la prensa de aceite de Kouklia. Paphos en Chipre
Desde el 2007 y hasta el 2010 se desempeña como Director en Aproximación a la dinámica ocupacional del puerto de Sa Nitja (Menora, Islas Baleares), a través de la arqueología subacuática.
Lozano ha participado en diferentes conferencias a nivel mundial, en el V Ciclo de conferencias en Chiclana (Cádiz) fue el encargado de abrir el ciclo con una ponencia llamada Arqueología subacuática en la Costa de Doñana.
Otras conferencias donde ha participado:
- La prospección subacuática de Mata del Difunto (2005)[4]
- Arqueología subacuática en el golfo de Cádiz: la prospección de "Mata del Difunto" (2006)[5]

Algunas otras conferencias como ponente son:
- 2003 Cursos de Otoño de la Universidad de Huelva “Recuperación y Conservación del patrimonio arqueológico subacuático”. “Modelos de intervención en Arqueología subacuática : Los casos de Bermuda y Huelva”. Presentación del posible hallazgo de los restos del navío español de la batalla de Trafalgar “Rayo”.

Luego en 2004 en el Ciclo de Conferencias de la Universidad de Huelva. 
- Prevención de riesgos, normas de seguridad y organización en actividades subacuáticas científicas y profesionales.
- El trabajo en Arqueología Subacuática. Comentario de Vídeo y diapositivas de trabajos en Arqueología subacuática.
- 2004	Jornadas de Patrimonio Histórico Militar. Escuela de estudios portuarios. Málaga.

La Arqueología Subacuática de Trafalgar.
- 2004 Ciclo de conferencias Universidad de Extremadura. La Arqueología de un navío de primera línea de la batalla de Trafalgar. El caso del “Rayo”.
- 2005 Ateneo de Cádiz. Ciclo de conferencias sobre el bicentenario de la Batalla de Trafalgar. Décima conferencia: “El hallazgo del pecio de “El Rayo”.
- 2005 II Jornadas de Arqu. Subacuática y patrimonio Sumergido. Universidad de Huelva Naufragios de la II Guerra Mundial en Huelva.
- 2006 III Jornadas de Arq. Subacuática y Patrimonio Sumergido. Universidad de Huelva. Arqueología subacuática en Menorca : prospecciones subacuáticas en el puerto romano de Sa Nitja y el Cabo de Cavallería
- 2007 Asignatura de Libre configuración : “Historias animales” “Marineros y animales”
- 2007 Rectorado de la Universidad de Málaga “La prospección Arqueofísica de la Bahía de Málaga y las sonografías del submarino republicano español C3”.
- 2008 Curso de libre configuración : “Los sin tierra: exiliados, deportados y apátridas. Bimilenario del exilio de Ovidio en Tomi” “Los desheredados por Adán : piratas, corsarios, bucaneros y filibusteros en el mar Caribe”
- 2010 Participa activamente en las investigaciones científicas llevabas a cabo en Doñana por un equipo multidisciplinario hispano-norteamericano, auspiciado por National Geographic, para la realización de un documental "Finding Atlantis", sobre la hipótesis de la identificación de la Atlántida de Platón con Tartessos.

## Galardones
Ha recibido varios reconocimientos de parte de empresas:
- 2001 Mejor empresa Joven para “Ánfora. Gestión integral del patrimonio S.L”. Federación de empresarios de Huelva. FOE
- 2001 Mejor empresa joven e innovadora “Ánfora. Gestión integral del patrimonio S.L. Confederación de empresarios de Andalucía. CEA
- 2001 1º Premio. “Ánfora. Gestión integral del patrimonio S.L Certamen Andaluz. Universidad emprende.